# Thierry Audel
Thierry Gerard Audel (* 15. Januar 1987 in Nizza) ist ein französischer ehemaliger Fußballspieler auf der Position eines Verteidigers.

## Karriere
Audel spielte in Frankreich in den Jugendabteilungen von OGC Nizza, dem FC Istres und AJ Auxerre, bevor er 2007 über die Reservemannschafts Auxerres und NK Izola zur US Triestina in die Serie B nach Italien wechselte. Die Saison 2008/09 verbrachte er auf Leihbasis in der Lega Pro Seconda Divisione bei San Marino Calcio. 2010 wechselte er zum Aufsteiger AC Pisa in die Lega Pro Prima Divisione.
Ab 2013 spielte er dann für diverse unterklassige Vereine in England. Seit 2018 steht er bei Welling United in der sechstklassigen National League South unter Vertrag.